# أرنبيات
الأَرْنَبِيَّات (الاسم العلمي: Leporidae) هي فصيلة من الثدييات تضم الأرانب والأرانب البرية، تتبع رتبة أرنبيات الشكل، وهي إحدى الفصيلتين في هذه الرتبة بجانب فصيلة بيكا، وتختلف هذه الفصيلة عن فصيلة بيكا بأن ذيلها أقصر وآذانها أطول ولها أرجل خلفية أكبر، وتضم هذه الفصيلة أكثر من 60 نوعاً، وتستوطن جميع قارات وبلدان العالم باستثناء القارة القطبية الجنوبية وأستراليا، يتراوح طول جسم أنواعها بين 25 - 29 سم، ويبلغ وزنها حوالي 300 غرام، وجميع أنواعها تقريباً من آكلات النباتات، فهي تتغذى على الأعشاب والحشائش والأوراق والثمار والخضار.

## الأجناس والأنواع
- جنس أرنب أمامي
  - أرنب أمامي، Pentalagus furnessi
- جنس الأرنب النهري
  - الأرنب النهري، Bunolagus monticularis
- جنس الأرانب المخططة
  - الأرنب السومطري المخطط، Nesolagus netscheri
  - أرنب أناميتي مخطط، Nesolagus timminsi
- جنس الأرنب البركاني
  - الأرنب البركاني، Romerolagus diazi
- جنس الأرنب القزم
  - الأرنب القزم، Brachylagus idahoensis
- جنس الأرانب قطنية الذيل
  - أرنب المستنقع، Sylvilagus aquaticus
  - أرنب برازيلي، Sylvilagus brasiliensis
  - أرنب زهري، Sylvilagus dicei
  - أرنب أوملتيمي، Sylvilagus insonus
  - أرنب الأهوار، Sylvilagus palustris
  - الأرنب الفنزويلي، Sylvilagus varynaensis
  - الأرنب الصحراوي، Sylvilagus audubonii
  - أرنب جبال مانزانو، Sylvilagus cognatus
  - الأرنب المكسيكي، Sylvilagus cunicularis
  - الأرنب الشرقي، Sylvilagus floridanus
  - أرنب تريس مارياس، Sylvilagus graysoni
  - الأرنب الجبلي، Sylvilagus nuttallii
  - أرنب أبالاشي، Sylvilagus obscurus
  - أرنب قوي، Sylvilagus robustus
  - أرنب إنجلترا الجديدة، Sylvilagus transitionalis
  - أرنب الفرشاة، Sylvilagus bachmani
  - أرنب الفرشاة سان خوزيه، Sylvilagus mansuetus
- جنس أرنب أوروبي
  - الأرنب الأوروبي، Oryctolagus cuniculus
- جنس أرنب أفريقيا الوسطى
  - أرنب أفريقيا الوسطى، Poelagus marjorita
- جنس قواعات الصخر الأحمر
  - قواع الصخر الأحمر ناتال، Pronolagus crassicaudatus
  - قواع الصخر الأحمر جيمسون، Pronolagus randensis
  - قواع الصخر الأحمر سميث، Pronolagus rupestris
  - قواع الصخر الأحمر هيويت، Pronolagus saundersiae
- جنس الأرانب الشائكة
  - أرنب شائك، Caprolagus hispidus
- جنس الأرانب البرية
  - أرنب غزالي بري، Lepus alleni
  - أرنب حذاء الثلوج البري، Lepus americanus
  - أرنب القطب الشمالي البري، Lepus arcticus
  - أرنب ألاسكا البري، Lepus othus
  - أرنب الجبل البري، Lepus timidus
  - أرنب أسود الذيل البري، Lepus californicus
  - أرنب أبيض الجانبين البري، Lepus callotis
  - أرنب الصحراء البري، Lepus capensis
  - أرنب تيهوانتبيك بري، Lepus flavigularis
  - أرنب أسود بري، Lepus insularis
  - أرنب أصقل بري، Lepus saxatilis
  - أرنب صحراوي بري، Lepus tibetanus
  - أرنب تولاي البري، Lepus tolai
  - أرنب المقشه البري، Lepus castrovieoi
  - أرنب يوننان البري، Lepus comus
  - أرنب كوريا البري، Lepus coreanus
  - أرنب كورسيكا بري، Lepus corsicanus
  - أرنب أوروبا البري، Lepus europaeus
  - أرنب غرناطة البري، Lepus granatensis
  - أرنب منشوري بري، Lepus mandschuricus
  - أرنب صوفي بري، Lepus oiostolus
  - أرنب المرتفعات الإثيوبي البري، Lepus starcki
  - أرنب أبيض الذيل بري، Lepus townsendii
  - أرنب إثيوبيا البري، Lepus fagani
  - أرنب سافانا أفريقيا البري، Lepus microtis
  - أرنب هاينان البري، Lepus hainanus
  - أرنب الهند البري، Lepus nigricollis
  - أرنب بورما البري، Lepus peguensis
  - أرنب الصين البري، Lepus sinensis
  - أرنب كيركلاند البري، Lepus yarkandensis
  - أرنب اليابان البري، Lepus brachyurus
  - أرنب حبشي بري، Lepus habessinicus